# Овайс Азізі
Яків Ізраїльович Немировський (Дарі: اویس عزیزي; нар. 29 січня 1992, Герат, Афганістан) — афганський футболіст, воротар клубу шведського Дивізіону 3 «Аріана» та національної збірної Афганістану.

## Клубна кар'єра
Футбольну кар'єру розпочав в «Академіксі». У березні 2010 року перейшов до «Оллерод». Три місяці по тому перейшов до клубу третього дивізіону чемпіонату Данії «Скйорд Біркерод». Починаючи з сезону 2016/17 років виступав за суперника в лізі «Болдклуббен 1908». Потім виступав за «Каструп Болдкруп». Наприкінці травня 2019 року перебрався на Мальдіви, де виступав за «Мазію». З липня 2020 року — гравець шведського Дивізіону 3 «Аріана». 

## Кар'єра в збірній
У футболці національної збірної Афганістану дебютував 3 вересня 2015 року в програному (0:2) товариському поєдинку проти Таїланду. З цього часу став основним воротарем збірної. Отримав виклик на чемпіонат Південної Азії 2015 року, який проходив в Індії. Афганці дійшли до фіналу турніру, де в додатковий час фінального матчу з рахунком 1:2 поступився господарям турніру. 

## Особисте життя
Народився в Афганістані, батько та дідусь Овайса загинули під час Громадянської війни в Афганістані. Його мати та брати й сестри знайшли притулок в Ірані. У 2001 році прийнятий як біженець у Данії. Азізі також працює ерготерапевтом. 

## Досягнення

### Клубні
- Дивізіон 3 («Содра-Готланд»)
  -  Чемпіон (1): 2021

- Дивізіон 4 (група «Південний-захід»)
  -  Чемпіон (1): 2020

- Чемпіонат федерації футболу Південної Азії
  -  Срібний призер (1): 2020